# 巴黎大猶太會堂
巴黎大猶太會堂（Grand Synagogue of Paris）是位於法國首都巴黎第九區的一個猶太會堂。猶太會堂始建於1867年，竣工於1874年。1875年開始大眾參觀。這座猶太會堂是古典主義風格建築，但也加入了拜占庭風格的裝飾。這座猶太會堂也是巴黎首席拉比的辦公地。

## 外部連結
- 官方网站